# ショコラ☆ロマンティック
「ショコラ☆ロマンティック」は、日本の女性アイドルユニット・どる☆NEO（Doll☆Elements×NEO fromアイドリング!!!）の楽曲。2015年2月11日にDREAMUSICからリリースされたDVDシングル。楽曲の作詞・作曲は、ソングライター・伊秩弘将が担当している。

## 背景・制作
「ショコラ☆ロマンティック」は女性アイドルグループ・Doll☆Elementsと、女性アイドルユニット・NEO fromアイドリング!!!がコラボレーションしたユニット「どる☆NEO」による楽曲である。
コラボレーション
コラボの始まりは、2014年8月に開催したアイドルイベント『TOKYO IDOL FESTIVAL 2014』での企画で、両者が共演したのがきっかけだった。その後、互いの番組やライブにゲスト出演しながら親睦を深め、2014年12月に開催した合同ライブにおいて、コラボユニット「どる☆NEO」の結成と当曲のリリースを明らかにした。
翌月から本作に関するプロモーションが始まり、2015年2月の発売週末まで活動した。最後はファンからの、コラボユニットの終了を惜しむ声も少なくなかった。以降は、特別な場に限っての再演でコラボしている。
制作
楽曲の制作は、NEO fromアイドリング!!!の担当音楽プロデューサー・伊秩弘将（作詞・作曲）と佐久間誠（編曲）が務め、Doll☆Elementsの所属レーベル・DREAMUSICからのリリースとなっている。
タイトルは、バレンタインデーに因んだラブソング。サウンドカラーは、両グループのイメージをミックスしていると述べている。
補足
音源自体は、NEO fromアイドリング!!!のベストアルバム『NEO Kiss♡Memories』にも収録された。また、同ユニットのラストシングル『無限ラビリンス』と、Doll☆Elementsのアルバム『Doll Magic』に、両グループのみのバージョンが再録されている。

## リリース
楽曲はDVDシングルとして発売され、楽曲収録も兼ねたミュージック・ビデオとメイキング映像のシンプルな構成で、初回生産分にはトレーディングカード（全15種類の内、ランダムで1種）の封入特典が付属。
アートワーク
ジャケットアートでの衣装は、赤・ピンク・チョコレートブラウンの統一されたカラーで構成され、Doll☆Elementsがピンク基調、NEO fromアイドリング!!!が赤基調のショートドレスを着用している。
ミュージック・ビデオ
リリースに先行して、楽曲のショートバージョンがYouTubeで無料公開された。

## プロモーション
楽曲のプロモーションで、以下のTV番組に出演した。（相互のレギュラー・冠番組以外）
- ミューサタ（2015年1月9・16・23・30日、2月6日、フジテレビ）
- めざましテレビ（2015年1月20日、フジテレビ）
- イチサン! -Three times a day-（2015年1月26日、MUSIC ON! TV）
- アイドルヒッツ（2015年2月1日、スペースシャワーTVプラス）
- 青山アンテナ246（2015年2月12日、TOKYO MX）
- WOOD STOCK PARTY（2015年2月13日、テレビ埼玉）

## チャート成績
オリコンチャート週間DVDランキングで、総合部門および音楽部門ともに4位を記録。デイリーでは、双方とも最高2位を記録した。また、タワーレコードDVDチャートでは、総合3位を記録している。

## ライブ・パフォーマンス
楽曲は2014年12月に、コラボユニット結成を発表した合同ライブの場で初披露され、以下の公演でもライブ披露された。
- NEO fromアイドリング!!! & Doll☆Elements X'masスペシャルライブ（2014年12月21日、渋谷duo MUSIC EXCHANGE）
- TOKYO FM 夢のアイドルミュージアム2015（2015年1月10日、赤坂BLITZ）
- Doll☆Elements×TSUTAYA「Doll☆Elements×TSUTAYA TSUTAYAも君の味方だよ！スペシャルライヴ」（2015年2月7日、渋谷マウントレーニアホール）
- TOKYO IDOL FESTIVAL 2015（2015年8月2日、お台場フジテレビ本社屋）

発売記念イベントを兼ねたミニライブが、以下の日時・場所で実施された。
｢ショコラ☆ロマンティック｣ 発売記念イベント 
- 2015年1月18日 クイーンズスクエア横浜 クイーンズサークル
- 2015年2月1日 イオンモール土浦 1F花火のひろば
- 2015年2月10日 フジテレビ湾岸スタジオ 多目的ホール（握手会のみ）
- 2015年2月11日 ラゾーナ川崎プラザ ルーファ広場グランドステージ
- 2015年2月12日 タワーレコード渋谷店 B1F CUTUP STUDIO
- 2015年2月14日 ダイバーシティ東京プラザ 2Fフェスティバル広場
- 2015年2月15日 池袋サンシャインシティアルパ B1F噴水広場

## メディアでの使用
楽曲は以下のメディアで使用された。
- フジテレビ『SHELiCoの夜活〜こんがりネェさんの大人買い〜』2015年2月度エンディングテーマ曲
- 新潟総合テレビ『スマイルスタジアム』2015年2月度エンディングテーマ曲

## 収録トラック
| #         | タイトル                                 | 作詞・作曲 | 編曲 ビデオディレクター |       |
| --------- | ---------------------------------------- | ---------- | ----------------------- | ----- |
| 1.        | 「ショコラ☆ロマンティック」(Music Video) | 伊秩弘将   | 佐久間誠 竹久正記       |       |
| 2.        | 「MVメイキング映像」                     |            |                         |       |
| 合計時間: | 合計時間:                                | 合計時間:  | 合計時間:               | 46:00 |